# Tanysphyrus ater
Tanysphyrus ater — вид жуков из семейства брахицерид (Brachyceridae).

## Распространение
Распространён в Европе, на юго-востоке США (штат Флорида).

## Описание
Очень маленький жук, длиной всего 1,2—1,4 мм. Лапки и усики полностью чёрные. Переднеспинка квадратная, но кажется продольной, поскольку почти в два раза уже надкрылий, маленькая по сравнению с вытянутыми надкрыльями. Ункус короткий..